# Чемпионат Израиля по бразильским шашкам среди мужчин
Чемпионат Израиля по бразильским шашкам среди мужчин — соревнование по шашкам.
Неоднократными победителями являются Алекс Шварцман и Александр Гантман. В 2014 году впервые победителями были признаны два шашиста.

## Призёры
| Дата | Место проведения | Золото                                 | Серебро           | Бронза               |
| 2006 | Ашдод            | Лев Пинхасов                           | Алекс Шварцман    | Руфин Прокупец       |
| 2007 | Хайфа            | Михаил Альшанецкий                     | Илья Померанец    | Юрий Лайхтман        |
| 2008 | Ашдод            | Михаил Альшанецкий                     | Алекс Шварцман    | Константин Савченко  |
| 2009 | Хайфа            | Норайр Навасардян                      | Александр Гантман | Юрий Резник          |
| 2010 | Хайфа            | Маркиэл Фазылов                        | Александр Гантман | Залман Явельберг     |
| 2011 | Хайфа            | Александр Гантман                      | Норайр Навасардян | Алекс Шварцман       |
| 2012 | Хайфа            | Алекс Шварцман                         | Залман Явельберг  | Дмитрий Ганопольский |
| 2013 | Хайфа            | Дмитрий Ганопольский                   | Алекс Шварцман    | Залман Явельберг     |
| 2014 | Хайфа            | Дмитрий Ганопольский Норайр Навасардян | ----              | Алекс Шварцман       |
| 2015 | Хайфа            | Юрий Кириллов                          | Норайр Навасардян | Дмитрий Ганопольский |
| 2016 |                  |                                        |                   |                      |